# Schwarz-Weide
Die Schwarz-Weide oder Schwarzwerdende Weide (Salix myrsinifolia) ist eine Art aus der Gattung der Weiden (Salix) in der Familie der Weidengewächse (Salicaceae). Das natürliche Verbreitungsgebiet liegt in Europa und reicht bis ins westliche Sibirien. Sie wird sehr selten verwendet.

## Beschreibung

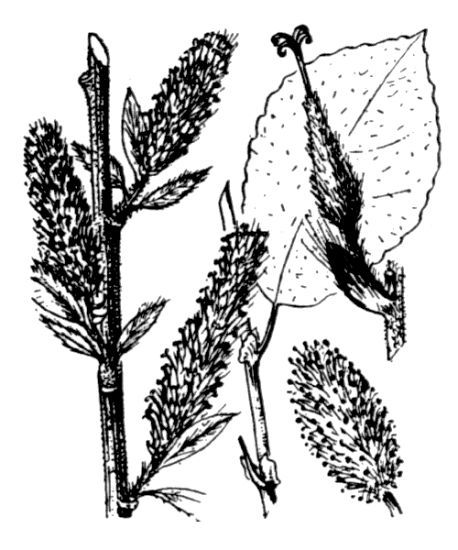
Illustration

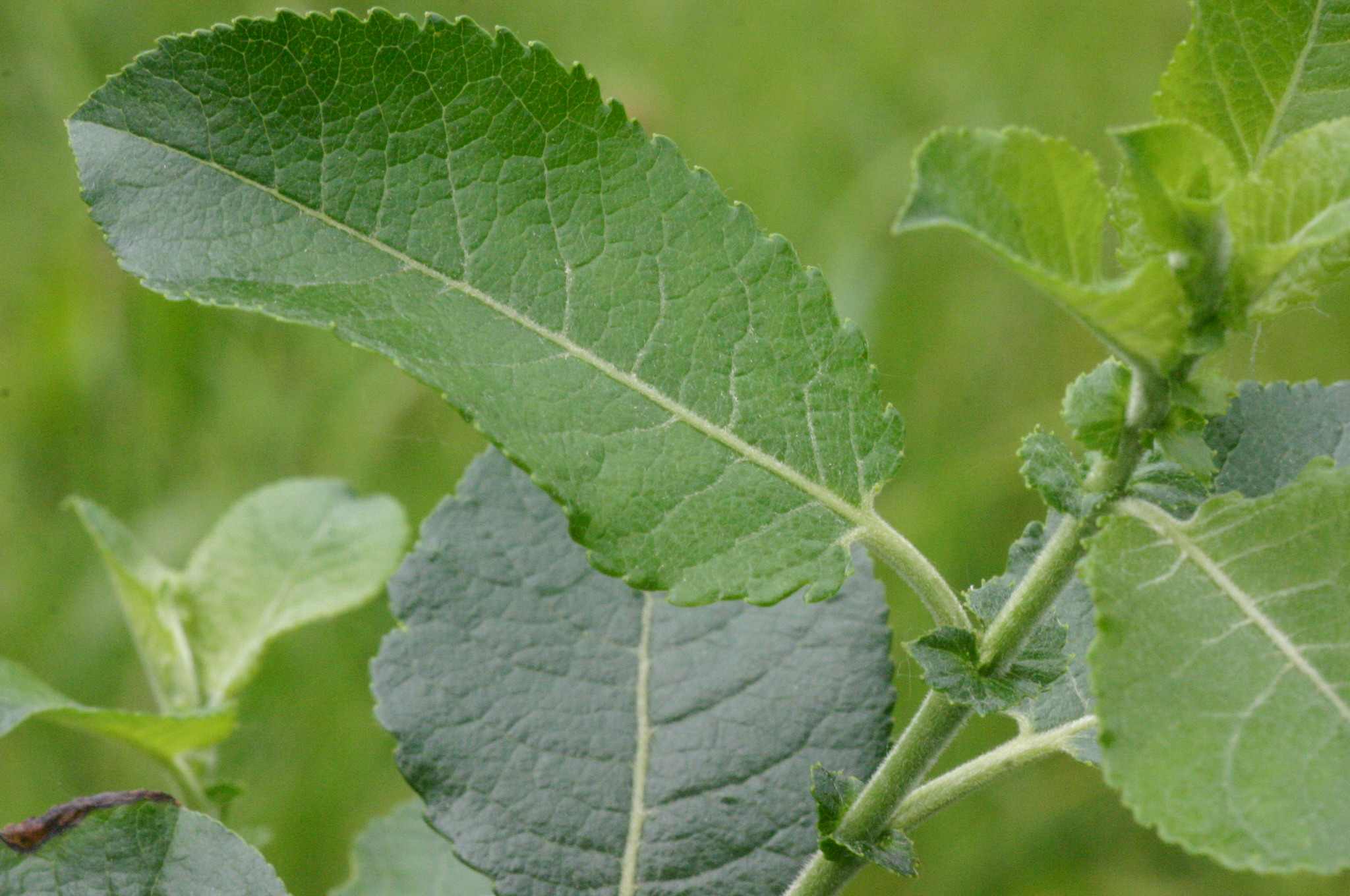
Zweig mit gestielten, einfachen Laubblättern und Nebenblättern

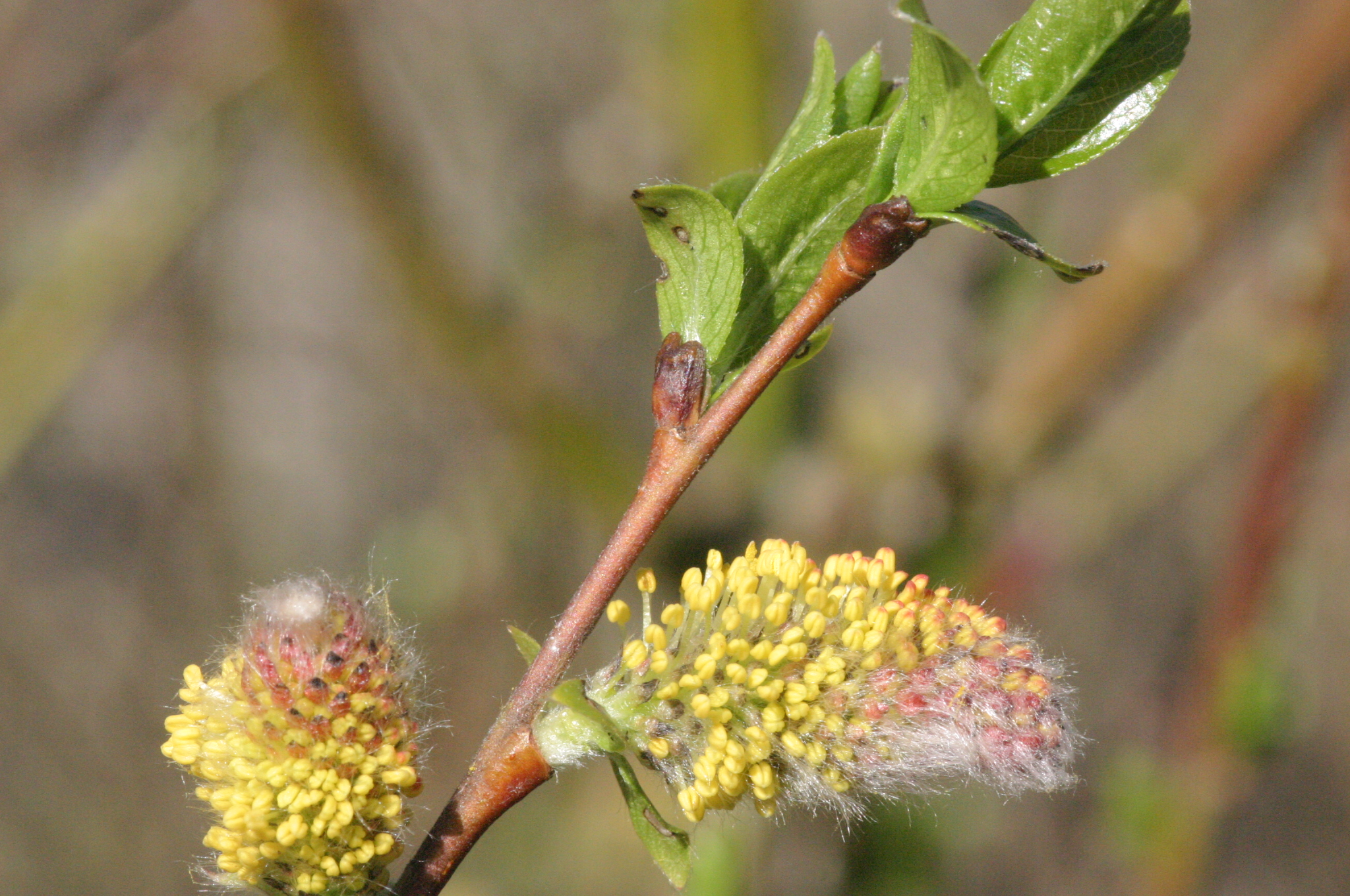
Blühende männliche Blütenkätzchen

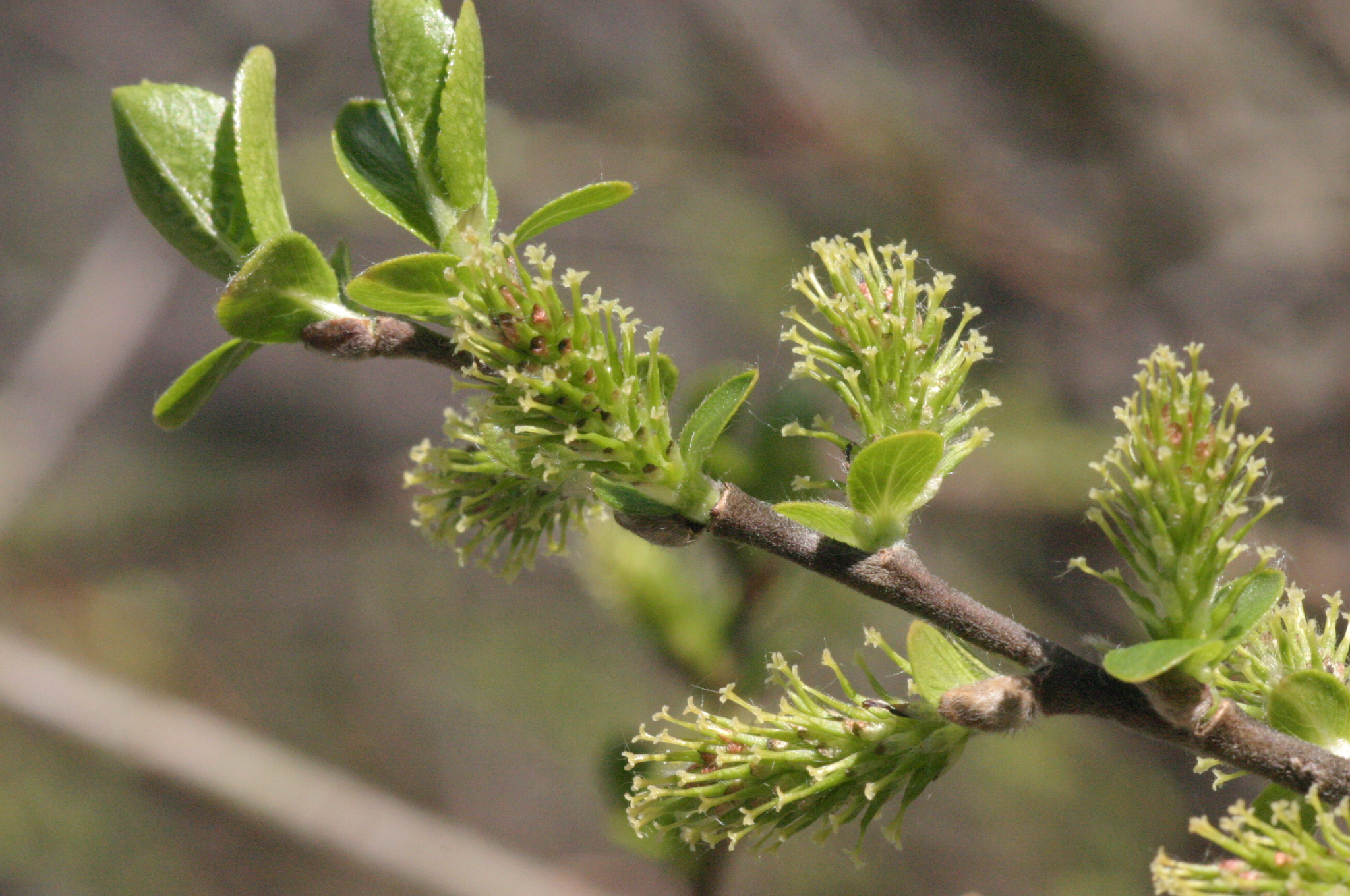
Blühende weibliche Blütenkätzchen

### Vegetative Merkmale
Die Schwarz-Weide ist ein dicht verzweigter Strauch oder selten Baum, der Wuchshöhen von 2 bis 5 Metern erreicht. Die dunkelbraune bis schwarzbraune Rinde der Zweige ist anfangs kurz samtig behaart, seltener mehr oder weniger kahl. Das nackte Holz zeigt kurze Striemen.
Die wechselständig an den Zweigen angeordneten Laubblätter sind in Blattstiel und Blattspreite gegliedert. Der Blattstiel ist 3,5 bis 12, selten 15 Millimeter lang. Die einfache Blattspreite ist bei einer Länge von 4 bis 10 Zentimetern sowie einer Breite von 1,5 bis 5 Zentimetern rundlich oder elliptisch bis länglich-lanzettlich mit abgerundeter, seltener fast herzförmiger bis keilförmiger Basis, kurz zugespitztem oberen Ende und unregelmäßig oder wellig gesägtem oder drüsig gezähntem Blattrand. Es sind sieben bis zehn Blattnervenpaare vorhanden. Die Blattoberseite ist glänzend dunkelgrün und fast kahl, die Unterseite ist mit einer graugrünen Wachsschicht bedeckt und die Spitze ist grün und zumindest die Blattadern behaart. Die Blätter verfärben sich beim Trocknen schwarz. Die relativ großen, laubblattartigen Nebenblätter sind nierenförmig oder schief eiförmig.

### Generative Merkmale
Die Schwarz-Weide blüht kurz vor dem Blattaustrieb von April bis Mai. Als Blütenstände werden etwa 3 Zentimeter lange männliche oder 5 Zentimeter lange weibliche Kätzchen gebildet. Die Tragblätter sind klein, an der Basis hell und zur Spitze hin braun, weiß behaart und lang gebärtet. Es wird eine Nektardrüse gebildet. Männliche Blüten haben zwei an der Basis behaarte Staubblätter mit roten Staubbeuteln. Der Fruchtknoten weiblicher Blüten ist kahl und lang gestielt. Der Griffel ist lang, die Narben kurz, geteilt und seitwärts gebogen.
Die Kapselfrüchte sind 6 bis 10 Millimeter lang.
Die Chromosomenzahl beträgt 2n = 114.

## Vorkommen
Das natürliche Verbreitungsgebiet reicht von Nordeuropa (Finnland, Norwegen, Schweden und Großbritannien ) über Mitteleuropa (Österreich, Tschechien, Slowakei, Deutschland, Polen und Schweiz) bis nach Osteuropa (Belarus, die Baltischen Staaten, Russland) und Südeuropa (Süden und Osten Frankreichs, Italien, Bulgarien, Slowenien, Kroatien). In Asien gibt es Bestände in Westsibirien.
Die Schwarz-Weide wächst in Auen und an Gewässerufern auf frischen bis feuchten, schwach sauren bis alkalischen Untergrund aus Sand, Kies oder Schotter an sonnigen bis lichtschattigen, kühlen bis kalten Standorten. Das Verbreitungsgebiet wird der Winterhärtezone 4 zugeordnet mit mittleren jährlichen Minimaltemperaturen von −34,4 bis −28,9 °C (−30 bis −20 °F).
Die Schwarz-Weide kommt vor im Salici-Viburnetum und im Salicetum alpinae aus dem Verband Berberidion. Sie kann aber auch im Alnetum incanae des Verbands Alno-Ulmion oder in anderen Pflanzengesellschaften der Verbände Alnion oder Salicion cinereae vorkommen.

## Systematik
Die Schwarz-Weide (Salix myrsinifolia) ist eine Art aus der Gattung der Weiden (Salix) in der Familie der Weidengewächse (Salicaceae). Die Erstveröffentlichung von Salix myrsinifolia erfolgte 1796 durch Richard Anthony Salisbury in Prodromus stirpium in horto ad Chapel Allerton vigentium, S. 394. Ein Synonym für Salix myrsinifolia Salisb. ist Salix nigricans Sm. James Edward Smith (Botaniker) Der Gattungsname Salix stammt aus dem Lateinischen und wurde schon von den Römern für verschiedene Weidenarten verwendet. Das Artepitheton myrsinifolia leitet sich von lateinisch myrsine „Myrtenzweig“ und -folia für „blättrig“ ab. Warum der Name gewählt wurde, ist unklar, die Blätter ähneln weder denen der Myrte (Myrtus communis) noch denen der Gattung Myrsine.
Man kann in Europa mehrere Unterarten unterscheiden:
- Salix myrsinifolia Salisb. subsp. myrsinifolia (Syn.: Salix alpicola (Buser) Bech., Salix nigricans subsp. alpicola (Buser) D. Lautenschl. & Lautenschl.)[11]
- Salix myrsinifolia subsp. borealis (Fr.) Hyl.: Sie kommt in Norwegen, Schweden, Finnland und in Russland vor.[11]
- Salix myrsinifolia subsp. kolaënsis (Schljakov) Elven: Sie kommt in Norwegen, Schweden, Finnland und in Russland vor.[11]

## Verwendung
Die Schwarz-Weide wird nur sehr selten verwendet.

## Nachweise